# 筑波高速度電気鉄道
筑波高速度電気鉄道株式会社（つくばこうそくどでんきてつどう）は、1920年代 - 1930年代に存在した日本の投機目的鉄道事業者である。同社が敷設免許を有していた東京市（当時）の上野駅と茨城県の筑波山を結ぶ鉄道路線（大部分が未成線となった）についても記述する。
この会社は元々、取得した鉄道敷設免許を他社に売却することを目的として設立された投機会社であり、東武鉄道と現在の京成電鉄に売却を申し出て、東京都心への経路確保に苦心していた京成に吸収合併された。
この会社が計画した鉄道路線の本線は、現在でいう東京都区部から埼玉県八潮市、千葉県流山市を経て、現在の茨城県つくば市を結ぶ放射状路線で、東京市内の一部区間については一部計画変更の上で建設、京成の路線として開業（京成上野駅 - 千住大橋駅 - 青砥駅間）したが、大部分は免許を失効し、未成線となった。ただし、この路線計画自体は紆余曲折を経てつくばエクスプレスとしてほぼ実現することになる。

## 略史

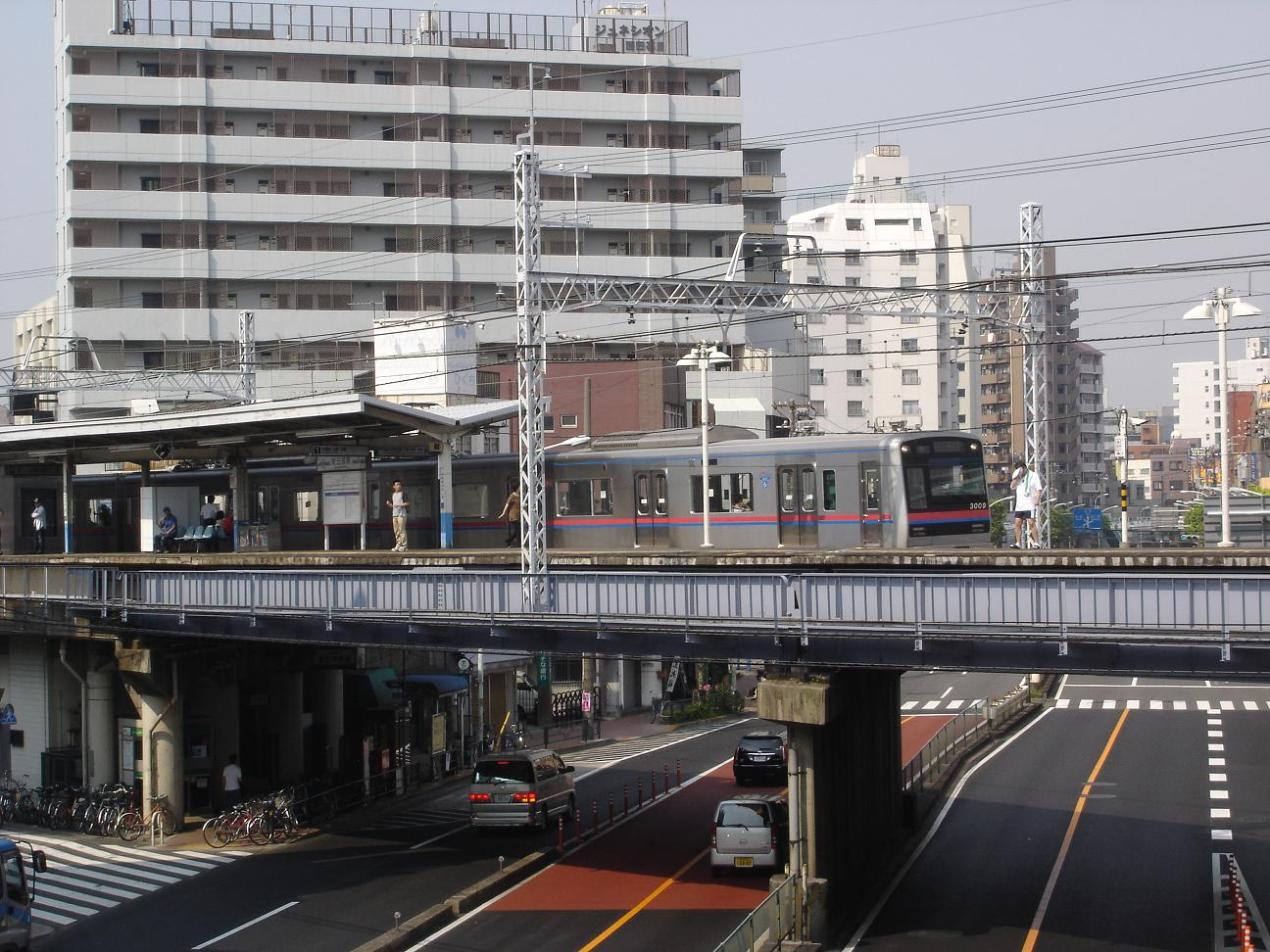
東京都心側は京成電鉄が開業させた

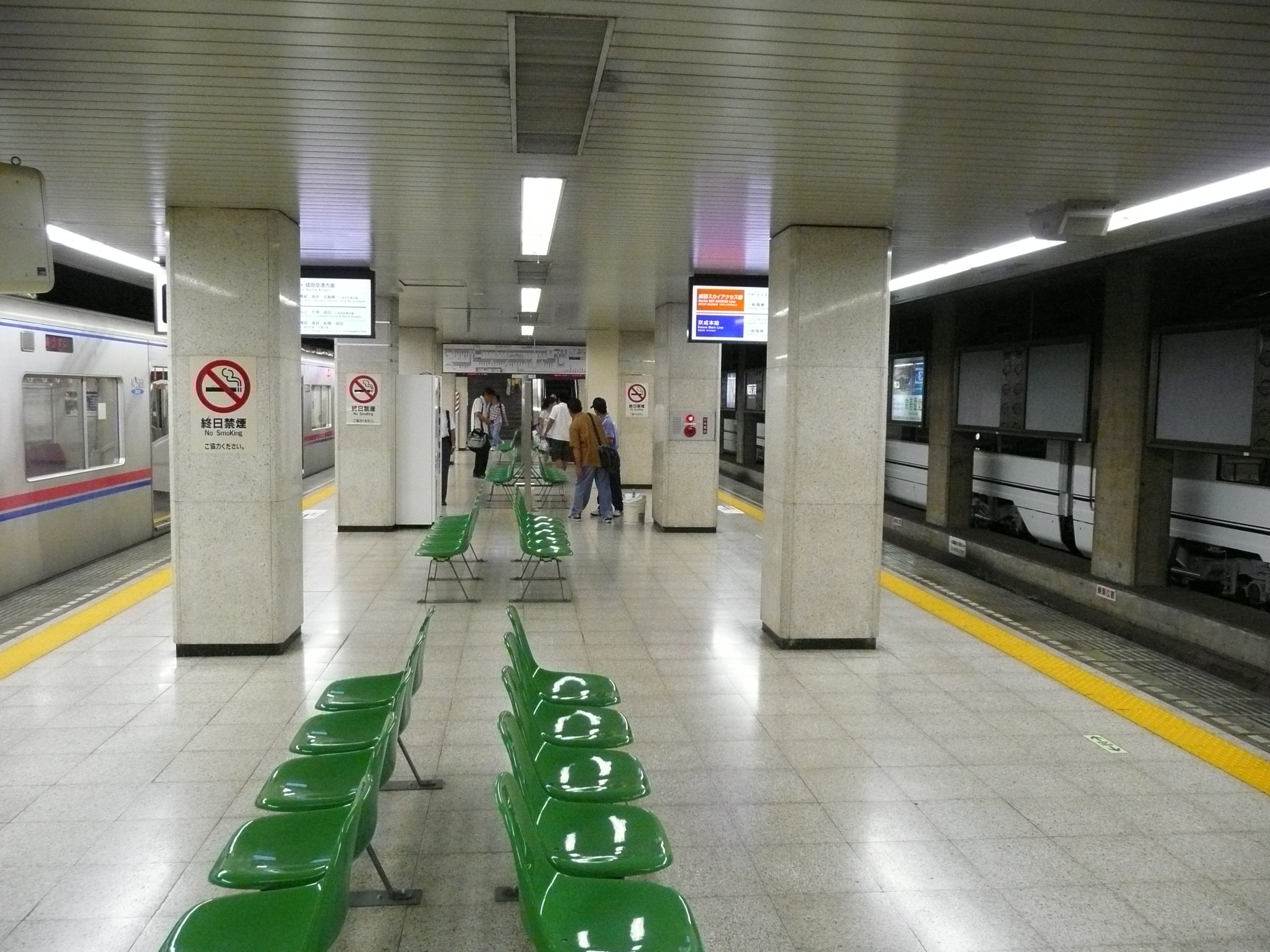
当鉄道の免許で実現した上野地下乗り入れ

### 免許取得
1928年（昭和3年）3月に、東京府北豊島郡日暮里町大字谷中本（現:東京都荒川区西日暮里二・三丁目）の日暮里駅（免許申請当初は田端駅）を起点として千葉県東葛飾郡流山町（現:流山市）を経て筑波山麓の茨城県筑波郡田井村（現:つくば市神郡付近）・筑波山に至る免許を取得した。
他に支線として、1928年（昭和3年）9月に、東京府南足立郡西新井村の西新井駅手前の梅島付近で分岐し、南葛飾郡亀青村の亀有（現:東京都葛飾区亀有付近）・金町（現:葛飾区金町付近）の柴又・千葉県東葛飾郡国分村（現:市川市国分付近）を経由して東葛飾郡松戸町（現:松戸市）に至る路線と、国分から分岐して東葛飾郡船橋町（現:船橋市中心部）に至る路線、さらに10月には上野駅地下への路線延伸免許も申請し、船橋延伸線については北総鉄道（初代、今の東武野田線）との競合を理由に却下されたが、1929年2月には上野延伸線、6月には松戸延伸線の免許をそれぞれ取得した。

### 京成本線の都心ルートとして一部開通
自社で建設するだけの資金は元々なく、また終点近くの茨城県新治郡柿岡町（現在の石岡市柿岡）に中央気象台（当時）の地磁気観測所がある関係で周辺では直流電化が認められず（当時、交流電化方式は未実用化）、建設できる技術的な目処もなかった。
このため免許を売り込むべく、まず東武鉄道に話を持ちかけたが断られたため、今度は京成電気軌道（現在の京成電鉄）に話を持ちかけた。当時の京成は押上駅が東京側ターミナルであり、浅草乗り入れの認可をめぐり疑獄事件を起こして頓挫するなど、都心へのルート確保に腐心していたため、この話を二つ返事で受け入れている。すなわち、現在の京成本線京成上野駅 - 千住大橋駅付近間は、元々筑波高速度電気鉄道が鉄道敷設免許を所持していた区間であり、同社名義で着工の後、同社を買収した京成電気軌道が完成させ、現在の本線の一部となっている（当時の京成は軌道法に基づいていたため、正確には同区間の免許と引き替えに下付された特許で敷設。貨物輸送はこの時点で計画放棄）。また、千住大橋駅付近 - 青砥駅までの区間についても、先の松戸支線のルートを一部変更した上で同様に開通させたものである。
こうして日暮里開業1年前の1930年（昭和5年）10月、京成電気軌道に吸収合併され会社は消滅することになるが、現在も東京都公文書館に所蔵されている「柳原青砥間工事施工認可申請書」「線路実測平面図 千住・青砥間」等には筑波高速度電気鉄道株式会社の社名が記されており、工事途中までは筑波高速度電気鉄道の名の下に行われたことを今に伝えている。また、現在の京成上野駅と東京地下鉄の上野駅を結ぶ地下道も、筑波高速度電気鉄道の発注により東京地下鉄道が建設したことが知られている。
筑波高速度電気鉄道の取締役は京成に取締役として迎えられた。なお、東武が合併話を断ったのはこの会社を安く買い叩く腹積もりがあったためで、当時東武と対立していた京成との合併話が決まると激怒したという。

### 残存区間の免許失効

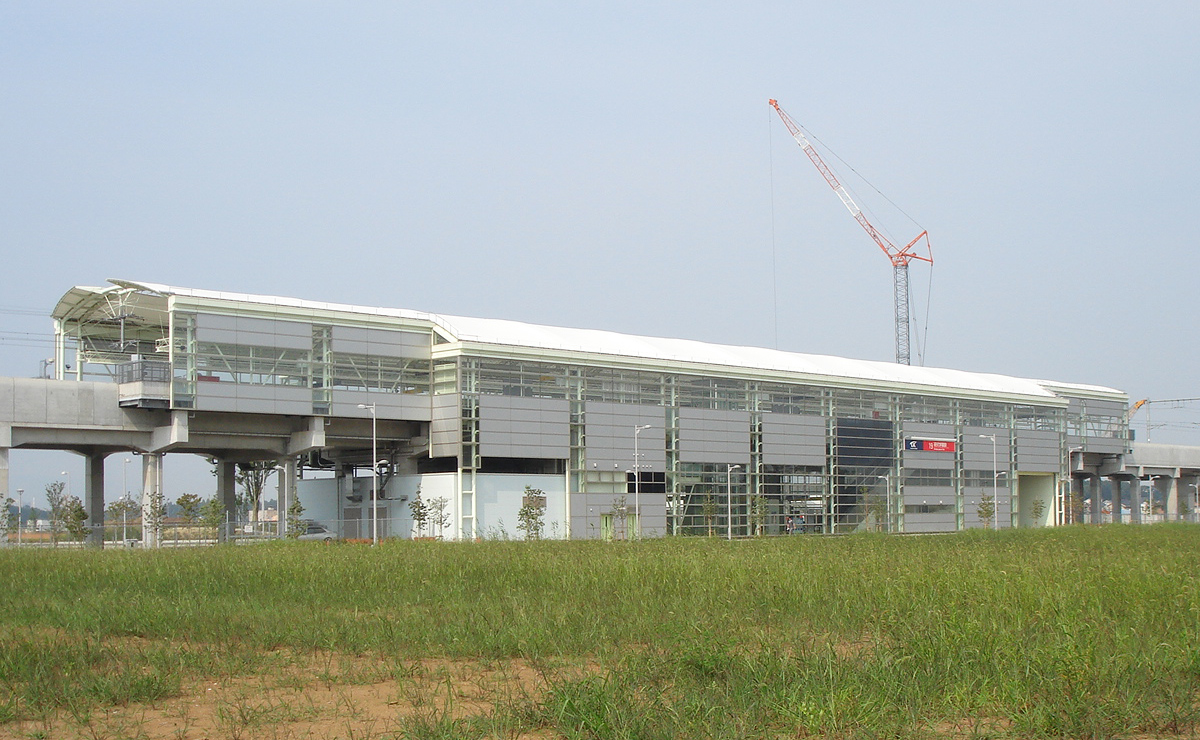
つくば方面への構想自体は、つくばエクスプレスにより実ることになる
（葛城駅=研究学園駅）

建設計画から外された梅島村（西新井付近） - 田井村間の免許は特許に引き継がれることなく1931年（昭和6年）12月11日に失効、さらに建設されないまま残された千住大橋駅付近 - 梅島村の特許、青砥 - 松戸支線の免許も、後年同様に失効している。なお、同支線の構想の代わりに太平洋戦争後になって新京成電鉄が松戸 - 柴又間の免許を取得し、一部では用地の買収も行ったが、地元の反対があり、この計画を断念している。
その後、失効した埼玉県八潮市と茨城県つくば市の間は、1980年代より常磐新線計画の一部として着手され、2005年8月24日に首都圏新都市鉄道つくばエクスプレスがほぼ同じ経路を含めて開業した。また、支線の国分（市川市）方面へもそれより約14年早い1991年3月31日に現在の北総鉄道北総線として開通しており、筑波高速度電気鉄道が最初に構想した路線は70年以上の時を経てその大部分が実現した形となった。
なお本計画とは別に、京成電鉄は1959年の常総筑波鉄道・鹿島参宮鉄道（ともに現在の関東鉄道）への資本参加を皮切りに、グループ会社を通じて筑波地域を含む茨城県内に事業域を拡大している。

## 設置予定駅一覧
接続路線の事業者や所在地の名称などは1931年12月10日時点。非開通区間の駅の記載内容については全て予定、所在地については用地買収以前に免許失効しているため、凡その予定地である。

### 本線
| 駅名       | 接続路線                                                                     | 備考                                       | 開通                 | 所在地 | 所在地   | 所在地   |
| ---------- | ---------------------------------------------------------------------------- | ------------------------------------------ | -------------------- | ------ | -------- | -------- |
| 上野駅     | 省線：東北本線（山手・京浜線） 東京地下鉄道：東京地下鉄道線 東京市電：上野線 | 現・京成上野駅                             | 京成本線として開通済 | 東京府 | 東京市   | 下谷区   |
| 日暮里駅   | 省線：東北本線（山手・京浜線）・常磐線                                       |                                            | 京成本線として開通済 | 東京府 | 北豊島郡 | 日暮里町 |
| 荒川信号所 |                                                                              | 北千住地区                                 | 非開通               | 東京府 | 南足立郡 | 千住町   |
| 梅田駅     | 松戸支線                                                                     | 梅島駅付近                                 | 非開通               | 東京府 | 南足立郡 | 梅島町   |
| 八幡駅     | [ * 1 ]                                                                      |                                            | 非開通               | 埼玉県 | 南埼玉郡 | 八幡村   |
| 潮止駅     |                                                                              | 現在の八潮駅付近                           | 非開通               | 埼玉県 | 南埼玉郡 | 潮止村   |
| 彦成駅     |                                                                              | 現在の三郷団地付近                         | 非開通               | 埼玉県 | 北葛飾郡 | 彦成村   |
| 早稲田駅   |                                                                              | 現在の三郷駅付近                           | 非開通               | 埼玉県 | 北葛飾郡 | 早稲田村 |
| 流山駅     | 流山鉄道：流山線                                                             |                                            | 非開通               | 千葉県 | 東葛飾郡 | 流山町   |
| 初石駅     | 総武鉄道：総武鉄道線                                                         |                                            | 非開通               | 千葉県 | 東葛飾郡 | 八木村   |
| 田中駅     |                                                                              | 現在の柏の葉キャンパス駅 - 柏たなか駅付近  | 非開通               | 千葉県 | 東葛飾郡 | 田中村   |
| 守谷駅     | 常総鉄道：常総鉄道線                                                         |                                            | 非開通               | 茨城県 | 北相馬郡 | 守谷町   |
| 小張駅     |                                                                              | 現在のみらい平駅南東                       | 非開通               | 茨城県 | 筑波郡   | 小張村   |
| 谷田部駅   | [ * 2 ]                                                                      | 現在のつくば市谷田部付近                   | 非開通               | 茨城県 | 筑波郡   | 谷田部町 |
| 葛城駅     |                                                                              | 現在の研究学園駅 - つくば駅の中間付近      | 非開通               | 茨城県 | 筑波郡   | 葛城村   |
| 大穂駅     |                                                                              | 「おおほ」と読む。現在の教職員支援機構付近 | 非開通               | 茨城県 | 筑波郡   | 大穂村   |
| 新北条駅   |                                                                              | 現在の筑波交流センター付近                 | 非開通               | 茨城県 | 筑波郡   | 北条町   |
| 筑波山駅   |                                                                              | 現在のつくば市神郡付近                     | 非開通               | 茨城県 | 筑波郡   | 田井村   |

- 京成本線として開通した区間にはこの他にも駅が設置された。「京成本線#駅一覧」を参照。

1. ↑  現在の京成八幡駅（千葉県東葛飾郡八幡町）とは異なる
2. ↑  谷田部には常南電気鉄道に鉄道免許が下りていたが、結局開通しなかった。
3. ↑  同町には筑波鉄道筑波線常陸北条駅があったが、線形及び地形の関係と既成市街地の通過を避けたためとみられる。

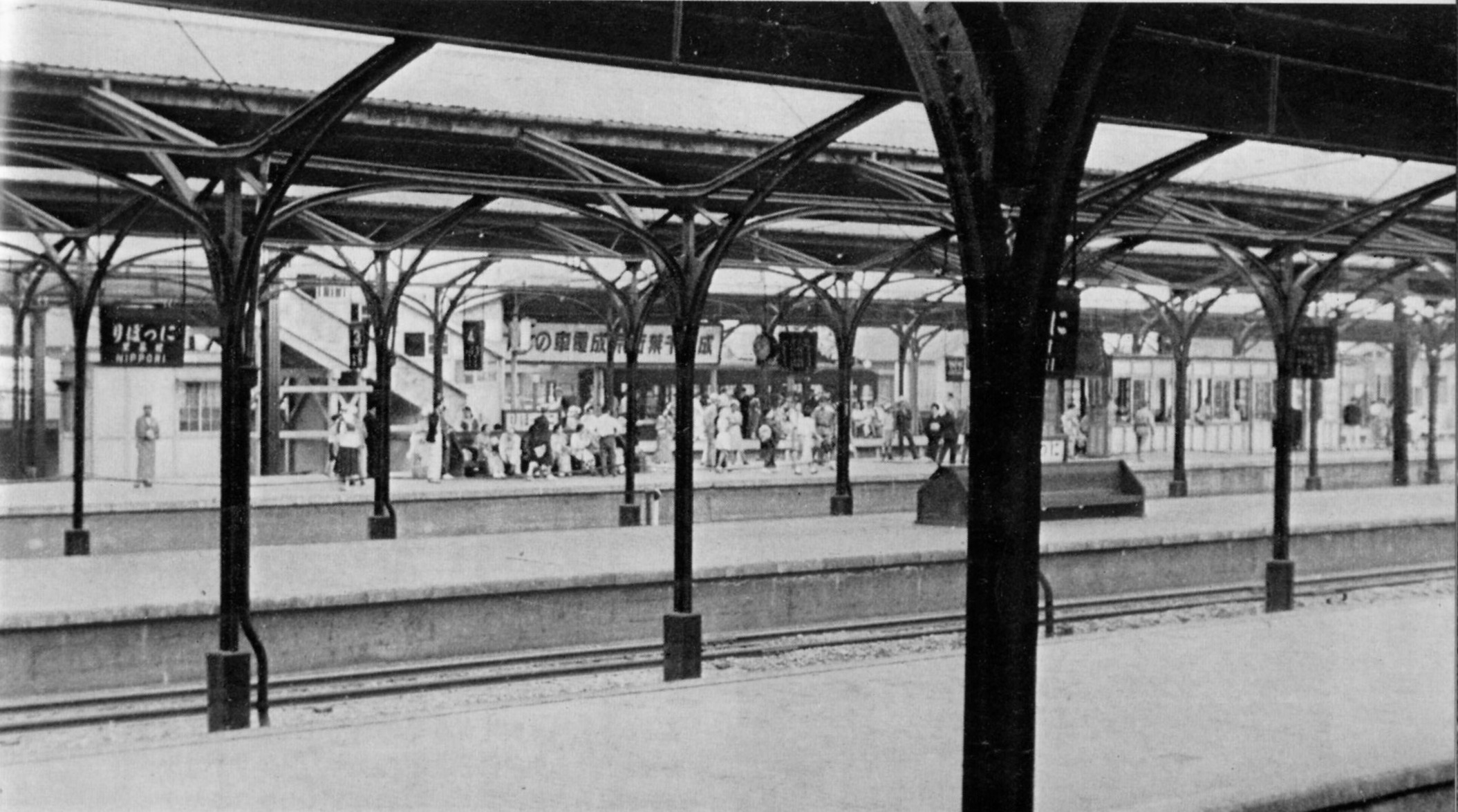
開業8年後の日暮里駅京成本線ホームを望む（写真一番奥 1939年）
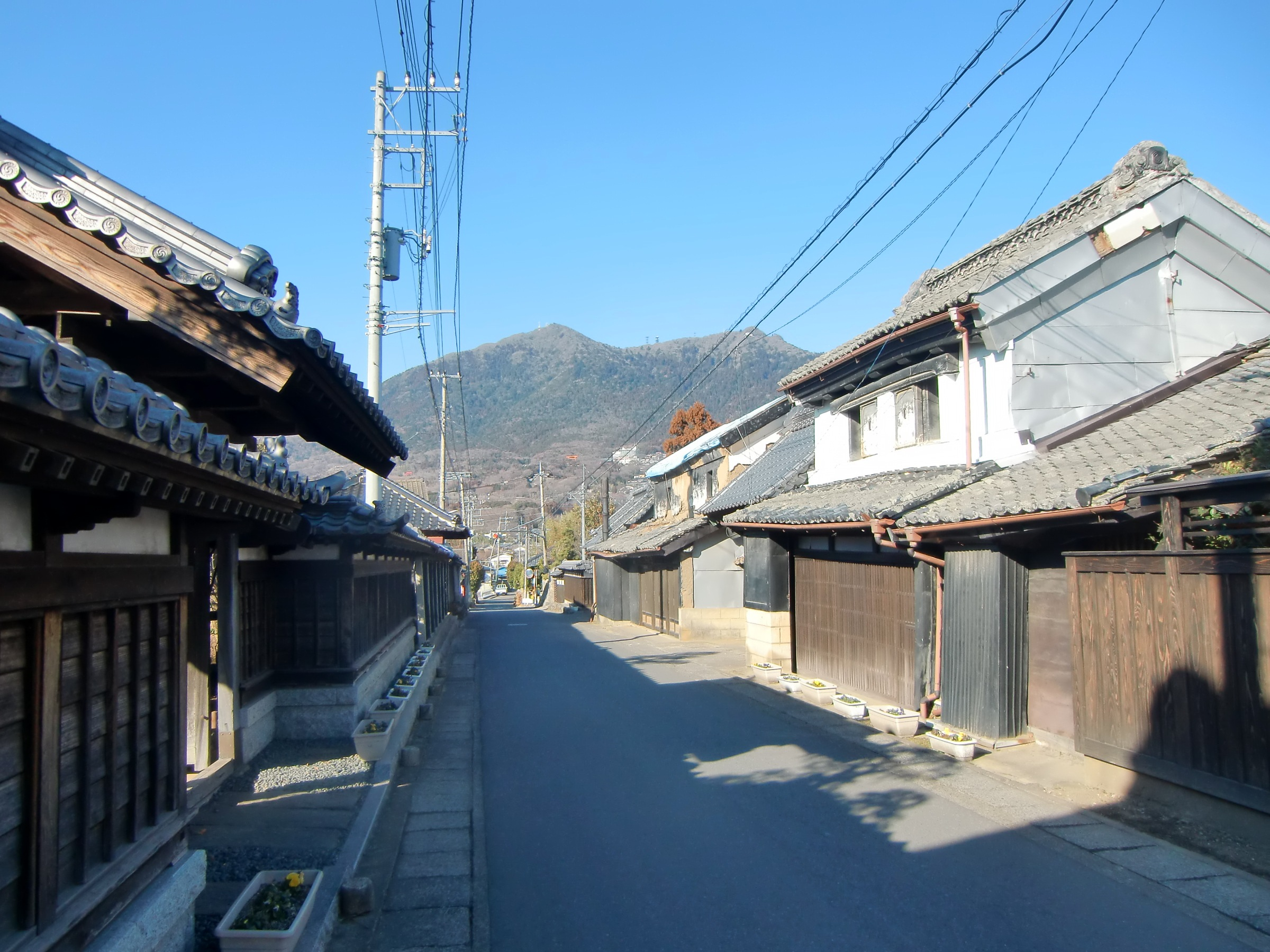
付近に筑波山駅が予定されていた神郡の町並みと筑波山

### 松戸支線
| 駅名   | 接続路線           | 備考                                     | 開通               | 所在地 | 所在地   | 所在地 |
| ------ | ------------------ | ---------------------------------------- | ------------------ | ------ | -------- | ------ |
| 梅田駅 | 本線               | 梅島駅付近                               | 非開通（計画変更） | 東京府 | 南足立郡 | 梅島町 |
| 亀有駅 | 省線：常磐線       |                                          | 非開通（計画変更） | 東京府 | 南葛飾郡 | 亀青村 |
| 柴又駅 | 京成電気軌道：支線 |                                          | 非開通             | 東京府 | 南葛飾郡 | 金町村 |
| 国分駅 |                    | 「こくぶん」と読む。現在の市川市北西部。 | 非開通             | 千葉県 | 東葛飾郡 | 国分村 |
| 松戸駅 | 省線：常磐線       |                                          | 非開通             | 千葉県 | 東葛飾郡 | 松戸町 |

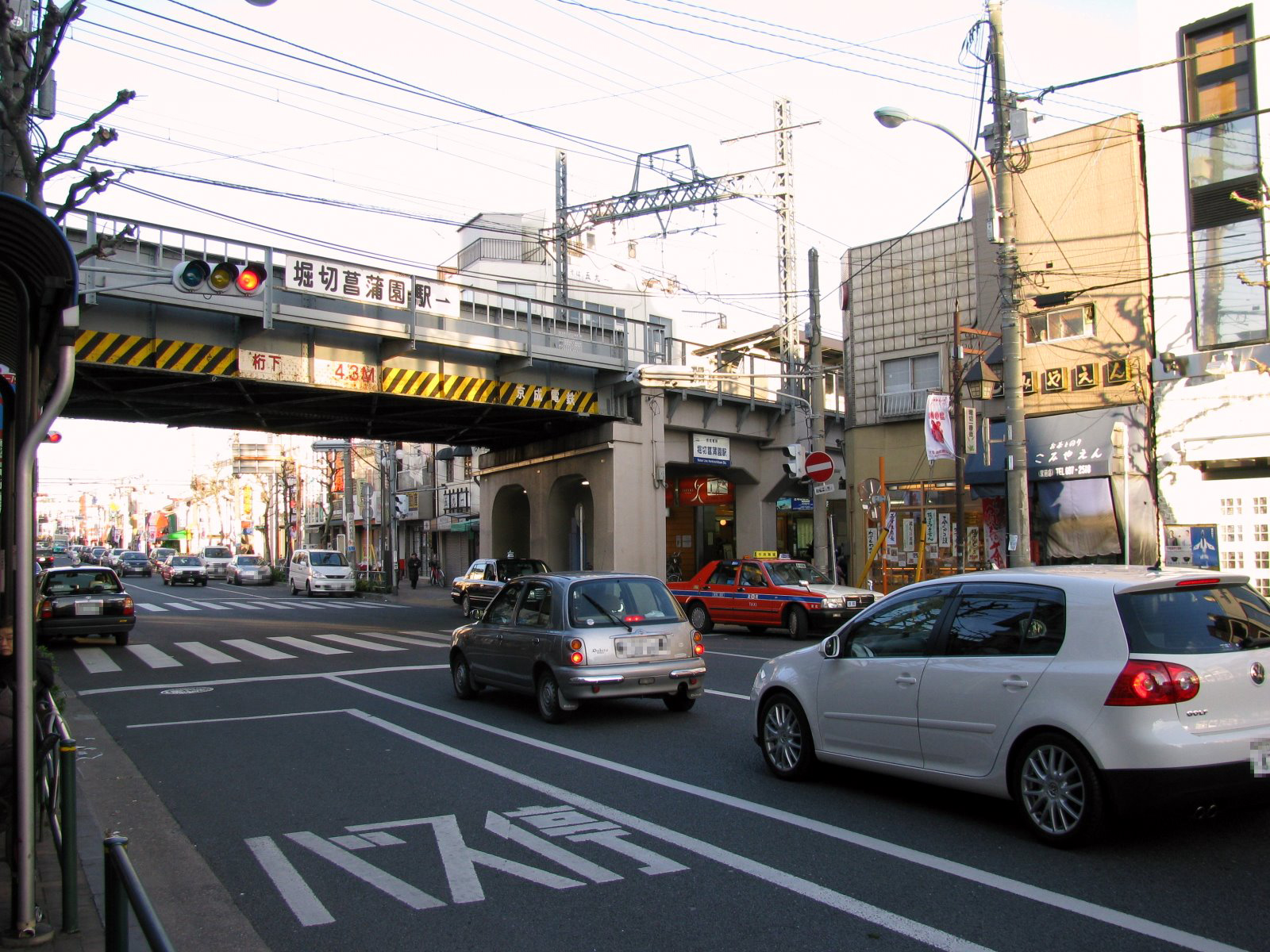
亀有経由から現在の青砥経由に変更して開通（京成本線堀切菖蒲園駅）